# Thomas Frey (Schauspieler)

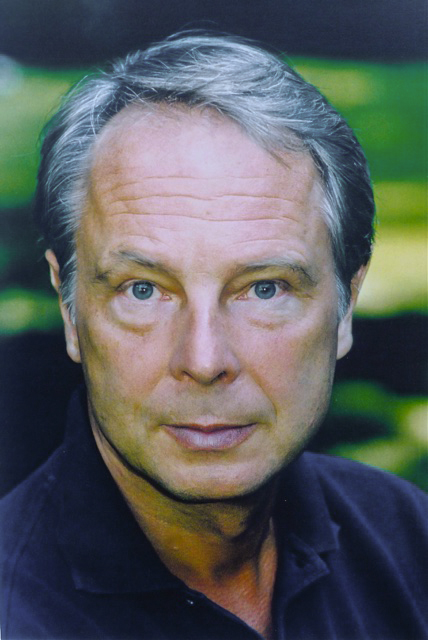
Thomas Frey (2016)

Thomas Frey (* 23. August 1944 in Wien) ist ein österreichischer Schauspieler.

## Leben
Thomas Frey ist der Sohn der Schauspieler Susi Witt und Erik Frey sowie ein Enkel von Lotte Witt. Nach seiner Ausbildung (Matura; Max Reinhardt Seminar in Wien) spielte an verschiedenen Theatern. Er begann in Landshut, spielte dann in Düsseldorf, Regensburg und Baden-Baden, später dann in München, am Theater in der Josefstadt in Wien, am Schauspielhaus Zürich und in Berlin, dort u. a. am Theater des Westens, am Theater am Kurfürstendamm und an der Freien Volksbühne Berlin (in Elisabeth von England von Ferdinand Bruckner; Regie: Rudolf Noelte). Wiederholt trat er in Hamburg (Ernst Deutsch Theater, Hamburger Kammerspiele), in Düsseldorf, Bonn (Hamlet; Regie: Rudolf Noelte) und Köln auf.
Er spielte außerdem im Jedermann bei den Festspielen Heppenheim und trat bei den Sommerfestspielen auf der Burg Liechtenstein auf. Auch bei den Salzburger Festspielen spielte er jahrelang im Jedermann in verschiedener Besetzung; außerdem trat er in Spiele der Mächtigen (Regie: Giorgio Strehler) und in Dantons Tod (Regie: Rudolf Noelte) auf. Auftritte hatte er im Kammermusiksaal der Philharmonie Berlin und im Musikverein Wien.
Er wirkte seit den späten 1960er Jahren vor allem in zahlreichen deutschen Fernsehproduktionen und einigen Kinofilmen mit, so in der Simmel-Verfilmung Gott schützt die Liebenden (1973), in Otto – Der Liebesfilm aus dem Jahr 1992 oder auch in der ARD-Serie Lindenstraße (1992–1993; in mehreren Folgen in der Figur des Wolf-Dieter Dabelstein). In dem US-Mystery-Thriller Der Tod wartet in Kairo (1993) von Graeme Clifford spielte er als „Bank Teller“ eine Nebenrolle neben Liam Neeson und Andie McDowell. Er hatte häufig Gastrollen in populären Fernsehserien wie Der Kommissar, Tatort, Der Havelkaiser, Praxis Bülowbogen, Drei Damen vom Grill, Hinter Gittern – Der Frauenknast, Wolffs Revier, Liebling Kreuzberg, Unser Charly und Großstadtrevier. Bevorzugt wurde er dabei als Polizist, Akademiker, Verleger, Förster und andere Respektspersonen besetzt. In insgesamt 24 Folgen spielte er außerdem den Dirk in der ARD-Vorabendserie Losberg. 
Seit 2006 hat sich Thomas Frey aus gesundheitlichen Gründen ins Privatleben zurückgezogen.

## Filmografie (Auswahl)
- 1968: Johanna geht (Fernsehfilm)
- 1969: Fink und Fliederbusch (Fernsehfilm)
- 1971: Der Kommissar (Krimiserie, Folge 41: Kellner Windeck)
- 1972: Kennwort Fähre
- 1973: Gott schützt die Liebenden
- 1981: Katz und Mäuse
- 1987: Praxis Bülowbogen (Fernsehserie, eine Folge)
- 1992: Begräbnis einer Gräfin (Fernsehfilm)
- 1992: Otto – Der Liebesfilm
- 1993: Lindenstraße (Fernsehserie, Seriennebenrolle)
- 1993: Der Tod wartet in Kairo (Ruby Cairo)
- 1994: Praxis Bülowbogen (Fernsehserie, eine Folge)
- 2001: Hinter Gittern – Der Frauenknast (Fernsehserie, zwei Folgen)
- 2001–2003: Unser Charlie (Fernsehserie, zwei Folgen)
- 2002: Baader
- 2002: Ein himmlisches Weihnachtsgeschenk (Fernsehfilm)
- 2003: Wolffs Revier (Fernsehserie, eine Folge)
- 2003: Großstadtrevier (Fernsehserie, eine Folge)

## Hörspiele
- 1996: Rolf Schneider: Montezumas Krone (Arzt) – Regie: Rolf Schneider (Kriminalhörspiel – MDR/SFB)